# So Close, So Very Far to Go
So Close, So Very Far to Go è il quarto album di Jake Holmes, pubblicato dalla Polydor Records nel 1970.

## Tracce
Tutti i brani composti da Jake Holmes
Lato A
1. So Close – 3:31
2. A Little Comfort – 3:26
3. I Sure Like Her Song – 2:00
4. We're All We've Got – 2:32
5. Her Song – 3:38

Durata totale: 15:07
Lato B
1. So Very Far to Go – 2:52
2. The Paris Song – 2:45
3. I Remember Sunshine – 1:56
4. Django & Friend – 3:37
5. Population – 2:42

Durata totale: 13:52

## Musicisti
- Jake Holmes - chitarra ritmica, voce
- Jake Holmes - pianoforte (brani: A Little Comfort e Her Song)
- Teddy Irwin - chitarra solista, arrangiamenti
- Buddy Spicher - violino solista
- David Briggs - pianoforte, organo
- Weldon Myrick - chitarra pedal steel
- Norbert Putnam - basso elettrico, basso acustico
- Kenneth Buttrey - batteria, percussioni
- Bob Freedman - arrangiamenti strumenti ad arco e strumenti a fiato
- Elliot Mazer - produttore, ingegnere del suono
- George Engfer - ingegnere del suono su strumenti ad arco e strumenti a fiato